# 夢想奔馳
《梦想奔驰》（英語：Dreamer，或译《梦想家：一个真实的故事》、《梦想飞驰》）是一部由库尔特·拉塞尔和达科塔·范宁主演的美国家庭剧情片。故事灵感来自一匹叫玛利亚之风暴的纯种赛马。电影由约翰·盖丁斯编剧并执导。